# Francesco di Borbone-Vendôme (1470-1495)
Francesco di Borbone-Vendôme (Vendôme, 1470 – Vercelli, 2 ottobre 1495) è stato un nobile e capitano francese, terzo Conte di Vendôme.

## Biografia
Era il figlio di Giovanni VIII di Borbone-Vendôme, e di sua moglie, Isabelle de Beauvau, figlia di Luigi di Beauvau, Maresciallo di Provenza. Ebbe per fratello minore Luigi di Vendôme.
Alla morte di suo padre, quando aveva sette anni, gli successe come Conte di Vendôme. Durante la sua minore età, i suoi possedimenti furono amministrati da suo zio, Louis le Joyeuse.
Francesco fu un fedele seguace del re Carlo VIII di Francia, che gli era cugino. Al principio dell'autunno 1495 partì dalla Francia per raggiungere il re in Lombardia, nel contesto della prima calata dei francesi in Italia, benché si fosse già alla conclusione.
Egli era "un bel giovane di venticinque anni, dall'aspetto brillante e amichevole". Ricevette il comando di una parte dell'esercito francese, accampato a Cameriano e a Borgo Vercelli. Tuttavia si ammalò quasi subito di dissenteria.
Egli morì il 2 ottobre a Vercelli, proprio mentre erano in corso le trattative per la pace, cosa che colpì profondamente re Carlo e che gettò nel lutto l'accampamento. I funerali furono celebrati il 5 ottobre nella chiesa di Sant'Eusebio di Vercelli, con uno sfarzo estremo.

## Matrimonio
Nel 1487 Francesco sposò Maria di Lussemburgo-Saint-Pol, la figlia maggiore e principale erede di Pietro II di Lussemburgo, conte di Saint-Pol e Soissons. Maria portò grandi proprietà come dote, compresi i conteggi di Saint-Pol e Soissons in Piccardia, così come il Castello di Condé, che in seguito fu tramandato come residenza ai Principi di Condé, suoi i discendenti.
Ebbero sei figli:
- Carlo I (1489-1537);
- Giacomo (1490-1491);
- Francesco (1491-1545), conte di Saint Pol e di Chaumont, duca di Estouteville[5];
- Luigi (1493-1557), cardinale;
- Antonia (1493-1583), sposò Claudio I di Guisa[1];
- Luisa (1495-1575), badessa di Fontevrault.

Da Isabeau de Grigny ebbe un figlio illegittimo:
- Giacomo

## Morte
Morì il 30 ottobre 1495 a Vercelli. Alla sua morte gli successe il figlio Carlo I.

## Ascendenza
|                                  |                    |                       | Genitori                  |  |  | Nonni |  |  | Bisnonni                        |  |  | Trisnonni                      |  |
|                                  |                    |                       |                           |  |  |       |  |  | Giovanni I di Borbone-La Marche |  |  | Giacomo I di Borbone-La Marche |  |
|                                  |                    |                       |                           |  |  |       |  |  | Giovanni I di Borbone-La Marche |  |  | Giacomo I di Borbone-La Marche |  |
|                                  |                    | Giovanna di Châtillon |                           |  |  |       |  |  | Giovanni I di Borbone-La Marche |  |  |                                |  |
| Luigi I di Borbone-Vendôme       |                    |                       |                           |  |  |       |  |  | Giovanni I di Borbone-La Marche |  |  |                                |  |
|                                  |                    | Caterina di Vendôme   | Giovanni VI di Vendôme    |  |  |       |  |  |                                 |  |  |                                |  |
|                                  |                    | Caterina di Vendôme   | Giovanni VI di Vendôme    |  |  |       |  |  |                                 |  |  |                                |  |
|                                  |                    | Caterina di Vendôme   | Joan di Ponthieu          |  |  |       |  |  |                                 |  |  |                                |  |
| Giovanni VIII di Borbone-Vendôme |                    | Caterina di Vendôme   |                           |  |  |       |  |  |                                 |  |  |                                |  |
|                                  |                    | Guy XIII de Laval     | Raoul IX de Montfort      |  |  |       |  |  |                                 |  |  |                                |  |
|                                  |                    | Guy XIII de Laval     | Raoul IX de Montfort      |  |  |       |  |  |                                 |  |  |                                |  |
|                                  |                    | Guy XIII de Laval     | Jeanne de Kergorlay       |  |  |       |  |  |                                 |  |  |                                |  |
| Jeanne de Laval                  |                    | Guy XIII de Laval     |                           |  |  |       |  |  |                                 |  |  |                                |  |
|                                  |                    | Anne de Laval         | Guy XII de Laval          |  |  |       |  |  |                                 |  |  |                                |  |
|                                  |                    | Anne de Laval         | Guy XII de Laval          |  |  |       |  |  |                                 |  |  |                                |  |
|                                  |                    | Anne de Laval         | Jeanne de Laval-Tinténiac |  |  |       |  |  |                                 |  |  |                                |  |
| Francesco di Borbone-Vendôme     |                    | Anne de Laval         |                           |  |  |       |  |  |                                 |  |  |                                |  |
|                                  | Pierre de Beauveau | Jean de Beauvau       |                           |  |  |       |  |  |                                 |  |  |                                |  |
|                                  | Pierre de Beauveau | Jean de Beauvau       |                           |  |  |       |  |  |                                 |  |  |                                |  |
|                                  | Pierre de Beauveau | Jeanne de Tigny       |                           |  |  |       |  |  |                                 |  |  |                                |  |
| Louis de Beauvau                 | Pierre de Beauveau |                       |                           |  |  |       |  |  |                                 |  |  |                                |  |
|                                  |                    | Jeanne de Craon       | Pierre de Craon           |  |  |       |  |  |                                 |  |  |                                |  |
|                                  |                    | Jeanne de Craon       | Pierre de Craon           |  |  |       |  |  |                                 |  |  |                                |  |
|                                  |                    | Jeanne de Craon       | Jeanne de Châtillon       |  |  |       |  |  |                                 |  |  |                                |  |
| Isabelle de Beauvau              |                    | Jeanne de Craon       |                           |  |  |       |  |  |                                 |  |  |                                |  |
|                                  |                    | Ferri V de Chambley   | Ferri IV de Chambley      |  |  |       |  |  |                                 |  |  |                                |  |
|                                  |                    | Ferri V de Chambley   | Ferri IV de Chambley      |  |  |       |  |  |                                 |  |  |                                |  |
|                                  |                    | Ferri V de Chambley   | Ermengarde de Florange    |  |  |       |  |  |                                 |  |  |                                |  |
| Marguerite de Chambley           |                    | Ferri V de Chambley   |                           |  |  |       |  |  |                                 |  |  |                                |  |
|                                  |                    | Jeanne de Launoy      | …                         |  |  |       |  |  |                                 |  |  |                                |  |
|                                  |                    | Jeanne de Launoy      | …                         |  |  |       |  |  |                                 |  |  |                                |  |
|                                  |                    | Jeanne de Launoy      | …                         |  |  |       |  |  |                                 |  |  |                                |  |
|                                  |                    | Jeanne de Launoy      |                           |  |  |       |  |  |                                 |  |  |                                |  |